# H. T. H. Piaggio
H. T. H. Piaggio   (Londres, 2 de juny de 1884 - Nottingham, 26 de juny de 1967) va ser un matemàtic anglès.

## Vida i Obra
Piaggio, fill d'un professor de dansa, va fer els estudis secundaris a la City of London School i els universitaris al St John's College de Cambridge. Després de graduar-se el 1908, va obtenir el doctorat el 1914 per les seves recerques posteriors.
Des de 1908 fins a la seva jubilació el 1950 va ser professor de matemàtiques de la universitat de Nottingham. Entre 1944 i 1947 va ser degà de la facultat de ciències.
Piaggio és recordat sobre tot per un llibre de text molt popular, que es va reeditar en nombroses ocasions: An elementary treatise on differential equations and their applications. A part d'aquest únic llibre, va publicar nombrosos articles, tan en anglès com en francès i alemany, idiomes que dominava molt bé. Entre els seus contemporanis se'l considerava un veritable mestre en la teoria de la relativitat, arribant-se a afirmar que era la única persona que realment entenia la teoria fins a les últimes conseqüències.